# Lars Ålund
Lars Johan Olof Ålund, född 27 augusti 1918 i Stockholm, död 29 augusti 2012 , var en svensk jurist som var lagman i flera tingsrätter.
Ålund blev juris kandidat 1943 vid Stockholms högskola och genomförde tingstjänstgöring 1943–1945, innan han blev fiskal vid Svea hovrätt 1946 och 1948. Han blev häradshövding för Ångermanlands norra domsaga 1961, lagman vid Örnsköldsviks tingsrätt 1971, vid Simrishamns tingsrätt 1972 och var lagman vid Varbergs tingsrätt 1976-1985.
Ålund var son till bankkamrer Curt Ålund och hans maka Agda, född Strömberg. Han var gift med Monika Nilsson. Han var kommendör av Nordstjärneorden.